# Entrammes
Entrammes är en kommun i departementet Mayenne i regionen Pays de la Loire i nordvästra Frankrike. Kommunen ligger i kantonen Laval-Est som tillhör arrondissementet Laval. År 2022 hade Entrammes 2 278 invånare.

## Befolkningsutveckling
Antalet invånare i kommunen Entrammes
| Referens: INSEE |